# Палац графа Шувалова
Палац графів Шувалових — за архівними документами палац збудований в архітектурних традиціях данської національної архітектури із включенням до господарського крила традицій англійської заміської архітектури в 1902—1907 роках. Автором проєкту є данський архітектор Андреас Клемменсен, у розробленому ним власному так званому «палацовому стилі».
Будівництво здійснювалось під наглядом помічника Андреаса Клемменсена — архітектора Мортона Рьоннова.

## Виправляючи помилкові твердження
В українській історіографії помилковим є судження, що палац насправді є мисливським замком і зведений у стилі французького ренесансу у 1896 році. Ці твердження є результатом помилкових радянських суджень, які вперше були опубліковані у 1983 році у виданні «Памятники архитектуры и градостроительства Украинской ССР». Насправді у 1896 році згорів Старий палац, зведений у середині ХІХ століття, в той час як новий почав проєктуватись лише у 1901 році. Назва «Мисливський замок» з'явилась в результаті помилкового перекладу з архівних документів данського слова «Slot», яке на початку ХХ століття вже означало не «замок», а «палац». Щодо додавання фантазійного слова «мисливський», ймовірно стало результатом того, що палац розташований в парку. Хоча сам палац в архівних документах родини Шувалових згадується як «дворец» (рос.) або «дом в парке» (рос.). Щодо архітектури, то жодної причетності до замків часів французького ренесансу тощо вона не має. Комплексні наукові дослідження палацу, проведені у 2022 році, чітко визначили приналежність палацу до суто данської національної архітектурної традиції в інтерпретації архітектора Андреаса Клемменсена.

## Будівельна історія
Будівля палацу є унікальним зразком данської національної архітектури та єдиною архітектурною пам'яткою роботи архітектора Андреаса Клемменсена на території України.

## Територія
Палац входить в межі Тальнівського парку (офіційна назва за переліком пам'яток "Парк-пам'ятка садово-паркового мистецтва загальнодержавного значення «Тальнівський»), який охоплює історичну територію англійського парку та більшу частину лісопарку часів Потоцьких, Наришкіних та Шувалових.

## Проблеми минувшини та перспективи збереження
У жовтні 2014 року в ході прокурорської перевірки щодо додержання законодавства у сфері охорони об'єктів історико-культурної спадщини прокуратурою Тальнівського району встановлено, що пам'ятка архітектури загальнодержавного значення — Мисливський замок Шувалова в м. Тальному, є безхазяйною, а відтак бюджетні кошти на її утримання та реставрацію не виділяються.
З метою усунення встановлених порушень та передачі пам'ятки архітектури у комунальну власність прокуратурою в інтересах Тальнівської
міської ради заявлено позов до суду, який у жовтні поточного року було задоволено.
У грудні на виконання вказаного рішення суду та відповідно до вжитих заходів прокуратури Тальнівського району державним реєстратором зареєстровано право власності на вказаний об'єкт за Тальнівською міською радою.
У 2021 році палац та парк увійшли до програми Президента України «Велика реставрація».
6 жовтня 2022 року рішенням тридцять першої чергової сесії Тальнівської міської ради VIII скликання «з метою здійснення і реалізації державної політики в галузі охорони культурної спадщини, культури, туризму на засіданні ради було прийняте рішення про створення Комунального підприємства „Тальнівський палацово-парковий комплекс Шувалових“ Тальнівської міської ради, яке обслуговуватиме розміщені на території Тальнівської міської територіальної громади: пам'ятку архітектури національного значення „Мисливський замок“ та парк-пам'ятку садово-паркового мистецтва загальнодержавного значення „Тальнівський“ у межах 4,449 га. Дана структура — Комунальне підприємство „Тальнівський палацово-парковий комплекс Шувалових“ Тальнівської міської ради — реалізовуватиме заходи щодо збереження, відновлення й подальшого функціонування історичних об'єктів, з відновленням частково зруйнованих та пошкоджених історичних будівель, споруд, благоустрою та озеленення території парку, належного утримання даних об'єктів».

## Галерея

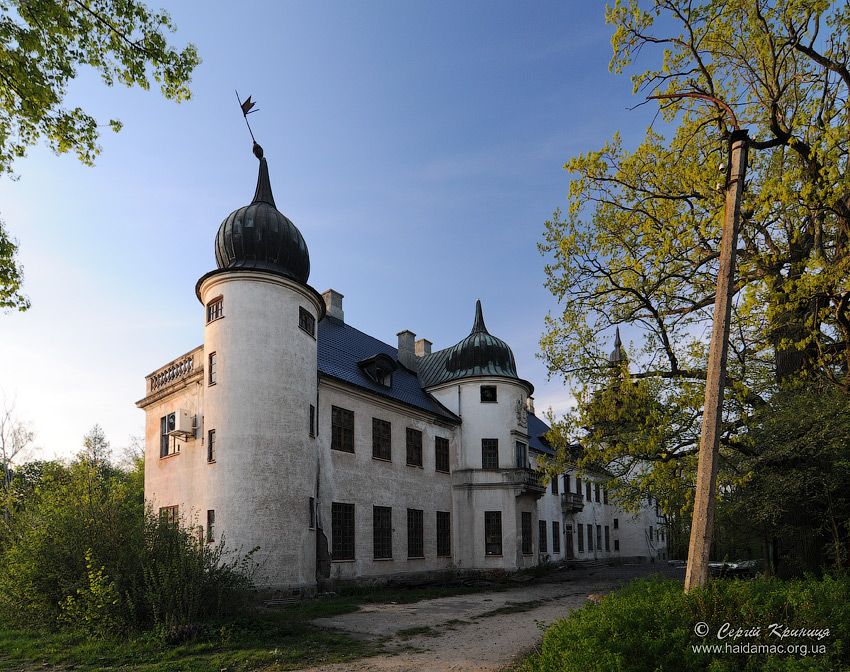
Палац Шувалових
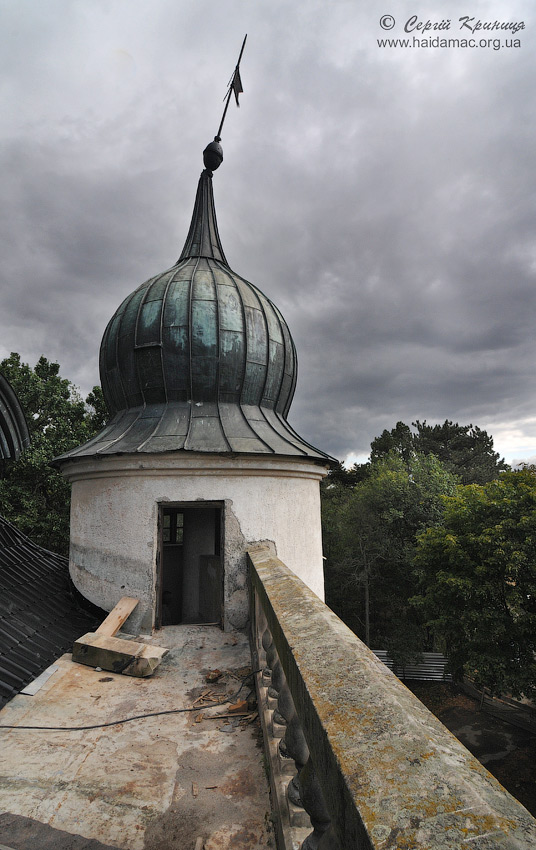
Південна тераса палацу